# 罗登戈
罗登戈（義大利語：Rodengo），是意大利波尔扎诺自治省的一个市镇。总面积29平方公里，人口1181人，人口密度40.7人/平方公里（2009年）。ISTAT代码为021075。

## 友好城市
- 德国美因茨-芬滕（德语：Mainz-Finthen）
- 奥地利格纳登瓦尔德